# Lemberg (Pfalz)
Lemberg település Németországban, Rajna-vidék-Pfalz tartományban. Lakosainak száma 3698 fő (2023. december 31.).

## Népesség
A település népességének változása:
| Lakosok száma | 3739 | 3813 | 3781 | 3708 | 3676 | 3698 |
|               | 1975 | 2017 | 2019 | 2021 | 2022 | 2023 |